# Melaleuca undulata
Melaleuca undulata är en myrtenväxtart som beskrevs av George Bentham. Melaleuca undulata ingår i släktet Melaleuca och familjen myrtenväxter. Inga underarter finns listade i Catalogue of Life.